# Ryfylketunnel
Der Ryfylketunnel (norwegisch Ryfylketunnelen) ist ein mautpflichtiger Unterseetunnel in der norwegischen Provinz Rogaland. Als Teil des Riksvei 13 verläuft er unter dem Horgefjord und der Insel Sør-Hidle und verbindet die Insel Hundvåg in Stavanger mit Tau in der Gemeinde Strand.
Der Ryfylketunnel ist Teil des Ryfast-Projekts und mit 14,4 km Länge bis zur Vollendung des Rogfast-Projekts der längste Unterwasser-Straßentunnel der Welt, zudem ist er mit 292 muh. der derzeit tiefste Straßentunnel der Welt. Er löste damit 2019 den ebenfalls norwegischen Eiksundtunnel (287 muh.) ab, der diesen Rekord elf Jahre lang trug. Voraussichtlich 2033 wird er den Rekord an den nur wenige Kilometer nördlich gelegenen, im Bau befindlichen Boknafjord-Tunnel abgeben, der mit 392 muh. noch einmal über 100 m tiefer sein wird.
Der Bau der beiden je zweispurigen Tunnelröhren begann 2012 und der Tunnel wurde am 30. Dezember 2019 eröffnet. Die Kosten betrugen 8,1 Milliarden NOK.
Der Ryfylketunnel gilt als einer der sichersten Tunnel Norwegens, was vor allem an seinen zwei Röhren liegt. Im Brandfall können die Menschen durch die alle 250 m vorhandenen Querschläge in die andere Röhre flüchten. Außerdem kann die Lüftung den Tunnel in Fahrtrichtung entrauchen.